# Lijst van rijksmonumenten in Overasselt
De plaats Overasselt telt 15 inschrijvingen in het rijksmonumentenregister. Hieronder een overzicht.
| Object                                                                                              | Oorspronkelijke functie?  | Bouwjaar                              | Architect | Locatie                | Coördinaten?                  | Nr.?   | Afbeelding        |
| --------------------------------------------------------------------------------------------------- | ------------------------- | ------------------------------------- | --------- | ---------------------- | ----------------------------- | ------ | ----------------- |
| 'De munninkhof'                                                                                     | Boerderij                 | vroeg 19e eeuw (indruk)               |           | IJkelaarstraat 1       | 51° 46' 4" NB, 5° 48' 16" OL  | 32116  | Meer afbeeldingen |
| Hoeve bij de oude Hessenweg naar Nijmegen                                                           | Boerderij                 | 18e eeuw                              |           | Hessenbergseweg 5      | 51° 46' 58" NB, 5° 47' 34" OL | 32117  | Meer afbeeldingen |
| Boerderij in de gepleisterde voorgevel                                                              | Boerderij                 | 1671 (jaartalankers)                  |           | Kasteelsestraat 11A    | 51° 46' 38" NB, 5° 47' 28" OL | 32118  | Meer afbeeldingen |
| Gepleisterde boerderij onder met riet en pannen gedekt wolfdak                                      | Boerderij                 | 1770 (jaartalankers)                  |           | Oude Kleefsebaan 59    | 51° 45' 21" NB, 5° 46' 46" OL | 32119  | Meer afbeeldingen |
| Gepleisterde boerderij onder met riet en pannen gedekt wolfsdak                                     | Boerderij                 | 1770                                  |           | Oude Kleefsebaan 76    | 51° 45' 29" NB, 5° 46' 40" OL | 32120  | Meer afbeeldingen |
| Hoeve "De Schatkuil" onder strodak met in de gepleisterde voorgevel en ramen van 19e-eeuws karakter | Boerderij                 | 1720 (jaartalankers)                  |           | Schatkuilsestraat 5    | 51° 46' 53" NB, 5° 47' 6" OL  | 32123  | Meer afbeeldingen |
| St. Walrickkapel                                                                                    | Kapel                     | 15e eeuw                              |           | Sint Walrickweg 7      | 51° 47' 1" NB, 5° 47' 50" OL  | 32124  | Meer afbeeldingen |
| Nederlands Hervormde Kerk. Restant van een laat-gotische kloosterkerk                               | Kerk en kerkonderdeel     | 15e eeuw                              |           | Valkstraat 7           | 51° 45' 35" NB, 5° 47' 33" OL | 32125  | Meer afbeeldingen |
| Zeldenrust                                                                                          | Industrie- en poldermolen | 1890 / 1982                           |           | Oude Kleefsebaan 23A   | 51° 45' 25" NB, 5° 47' 23" OL | 408888 | Meer afbeeldingen |
| Terrein waarin drie grafheuvels                                                                     | Archeologisch monument    | Laat Neolithicum tot vroege Bronstijd |           |                        | 51° 47' 13" NB, 5° 47' 58" OL | 45864  | Upload foto       |
| Terrein waarin overblijfselen van een nederzetting en een grafveld                                  | Archeologisch monument    | Voor-Romeinse IJzertijd (La Tene)     |           |                        | 51° 47' 0" NB, 5° 48' 59" OL  | 45865  | Upload foto       |
| Terrein waarin overblijfselen van romeinse gebouwen                                                 | Archeologisch monument    | 2e - 4e eeuw                          |           |                        | 51° 47' 11" NB, 5° 47' 13" OL | 45866  | Upload foto       |
| Sint Antonius Abt                                                                                   | Kerk en kerkonderdeel     | 1891                                  |           | Hoogstraat 9           | 51° 45' 38" NB, 5° 47' 23" OL | 523921 | Meer afbeeldingen |
| St. Antonius Abt-parochie                                                                           | Kapel                     | 1925-1935                             |           | Hoogstraat bij 9       | 51° 45' 38" NB, 5° 47' 23" OL | 523922 | Meer afbeeldingen |
| Heilig Hartbeeld                                                                                    | Gedenkteken               | 1943                                  |           | Hoogstraat tegenover 9 | 51° 45' 37" NB, 5° 47' 22" OL | 523923 | Meer afbeeldingen |